# Moma glauca
Moma glauca är en fjärilsart som beskrevs av Turati 1911. Moma glauca ingår i släktet Moma och familjen Pantheidae. Inga underarter finns listade i Catalogue of Life.